# Reloj de torre de la iglesia de San Miguel de Cuéllar
La torre de la iglesia de San Miguel Arcángel, situada en la plaza Mayor de Cuéllar, Segovia, albergó uno de los primeros relojes de torre de España, el reloj público más antiguo de la Corona de Castilla, según el historiador J. de Benito Pascual.

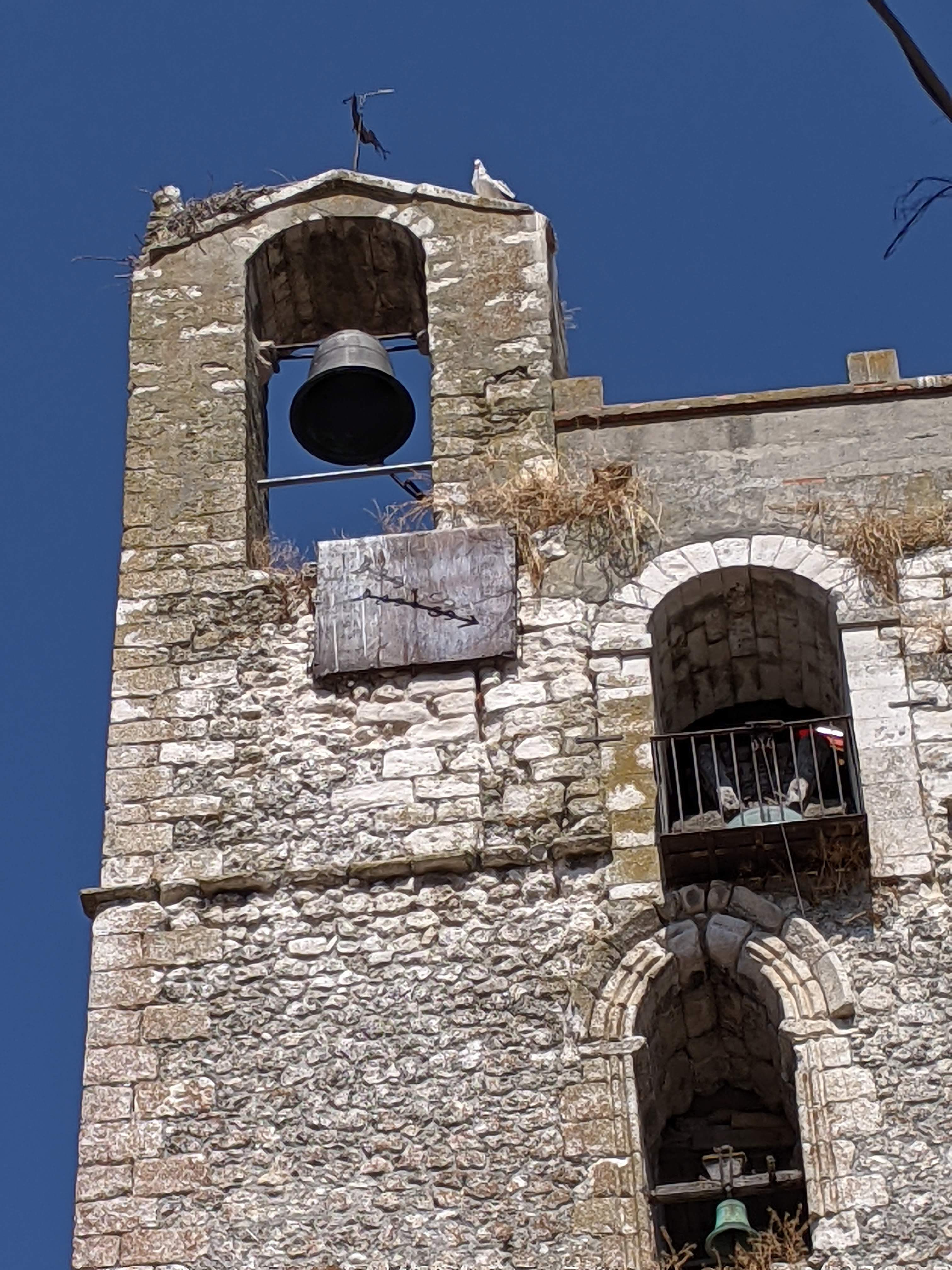

Fabricado en hierro forjado, a comienzos del siglo XV es, respecto a su construcción, de los denominados relojes de herrero o de forja. El cuadrante o esfera, dotada con una sola aguja, se encontraba situado en la parte alta de la cara oeste, entre el balcón del campanón dedicado al arcángel y la espadaña en la que se aloja la campana del reloj, en el mismo lugar donde se encuentra el reloj actual. 

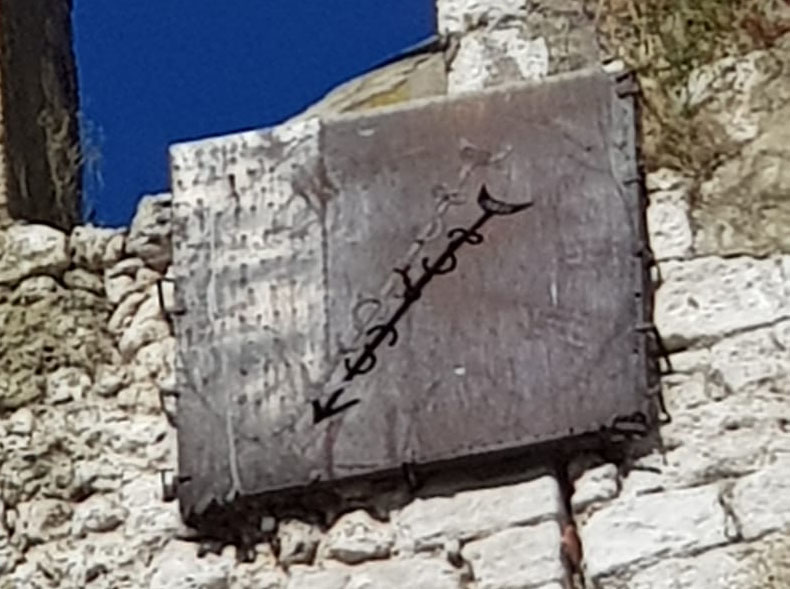

Por algún tiempo fue considerado el reloj de torre más antiguo de España, debido a la siguiente descripción que realiza el cartógrafo francés Victor Levasseur en su obra La Tierra (1849):
«Cuéllar, villa cabeza de partido judicial... En esta villa se puso hacia 1395, el primer reloj de torre de que ha memoria en España.»
No obstante, las investigaciones recientes datan su instalación en el año 1403, como citaba el historiador Balbino Velasco en su Historia de Cuéllar, a la luz de la documentación presente en el Archivo Histórico Municipal de Cuéllar (AHMC), no habiéndose encontrado, hasta el momento, otros referentes documentales que avalen la fecha de 1395 atribuida por Levasseur. 

Según este documento, el 13 de febrero de 1403 el infante Fernando de Lara y Castro, señor de la villa de Cuéllar, ordena la construcción del reloj por un precio de 6.000 maravedíes:
«Otrosí, a lo que decíais que habíais tratado con un maestro que hace relojes que hiciera uno y en la dicha mi villa, para ennoblecimiento de ella, y que me pedíais, por merced, que os quisiera dar licencia para ello y para tasar los maravedíes que para ello fueren menester, sabed que me place y es mi merced que hagáis el dicho reloj, empero que lo hagáis hacer a costa de todos los vecinos y moradores que viven en la dicha mi villa, así clérigos como legos, caballeros y escuderos y dueñas y doncellas, por cuanto ésta es obra común y necesaria a servicio de Dios y honra de todo el pueblo. Y para esto mando que para en ayuda de hacer el dicho reloj, que vos den los vecinos y moradores en las aldeas y término de esa dicha mi villa seis mil maravedíes. (…) Dada en la mi villa de Medina del Campo, trece días de febrero, año del nacimiento de nuestro señor Jesu Cristo de mil y cuatrocientos y tres años. Yo el infante.»

## Evolución de los relojes de la torre de San Miguel
El primitivo reloj de 1403 fue sustituido en 1475 por uno nuevo. El trabajo fue realizado por el relojero placentino Fernando Rodríguez, con la colaboración de un cerrajero cuellarano, por un precio de 10.500 maravedíes. Para su construcción se utilizó el mecanismo del anterior. Según las estimaciones de J. de Benito, el encargo se llevó a cabo en aproximadamente 45 días.